# إرنست موريتز هيس
إرنست موريتز هيس (بالألمانية: Ernst Moritz Hess) هو قاضي ألماني، ولد في 20 مارس 1890 في غلزنكيرشن في ألمانيا، وتوفي في 14 سبتمبر 1983 في فرانكفورت في ألمانيا.